# De troubadour
«De Troubadour» (en español: "El trovador") es una canción interpretada por la cantante Lenny Kuhr que fue una de las cuatro ganadoras del Festival de la Canción de Eurovisión 1969 representando a Países Bajos. 
En el festival celebrado en el Teatro Real de Madrid, y tras un empate sin precedentes que haría cambiar las normas del festival en el futuro, Lenny Kuhr compartió el primer premio con Frida Boccara (Francia), Lulu (Reino Unido) y Salomé (España).
La canción es una balada inspirada tanto en la letra como en la música por la música folk; Kuhr canta sobre un trovador de la Edad Media, describiendo el impacto que tiene su música entre sus espectadores. Kuhr grabó la canción en cinco idiomas además de en neerlandés: alemán ("Der troubadour"), español ("El trovador"), francés ("Le troubadour"), inglés ("The troubadour") e italiano ("Un canta storie"). 